# آرامبورگیانیا
آرامبورگیانیا(نام علمی: Arambourgiania) نام یک سرده از تیره اژدرهایان است.